# زکری نایتون
زکری نایتون (انگلیسی: Zachary Knighton؛ زادهٔ ۲۵ اکتبر ۱۹۷۸) بازیگر تلویزیون و سینما اهل ایالات متحده آمریکا است. او از سال ۲۰۰۰ تاکنون مشغول فعالیت بوده‌است.
از فعالیت‌های تلویزیونیِ او می‌توان به بازی در مجموعهٔ تلویزیونی فلش فوروارد و پایان خوش اشاره کرد.
همچنین، از فعالیت‌های معروف سینماییِ او می‌توان به بازی در فیلم‌های شاهزاده و من، پیمایشگر، شخص و بین‌راهی اشاره کرد.